# Augustohahnia barbata
Augustohahnia barbata är en insektsart som beskrevs av Schmidt 1920. Augustohahnia barbata ingår i släktet Augustohahnia och familjen spottstritar. Inga underarter finns listade i Catalogue of Life.